# عقل کل
ذهن جهانی، آگاهی جهانی یا عقل کل (Universal mind) یک مفهوم متافیزیکی است که جوهر و زیربنای همه هستی و صیرورت جهان است.
عقل انسان نمونه ای از انعکاس عقل کلی است و نسبت عقل کلی به عقل شخصی مثل نسبت نور خورشید به دیدگان است، حقایق ازلی همه در عقل کلی جمع است.

## آناکساگوراس
مفهوم ذهن یا عقل جهانی توسط آناکساگوراس، فیلسوف پیشاسقراطی مطرح. و توسط ارسطو مورد ستایش قرار گرفت.
عقل کل و ذهن جهانی به معنی کل جهان، همان خداست و در همه جا حاضر است.
کلمه الهی از آن جهت که عقل کلی است، معانی اولیه تمام موجودات مخلوق یا ممکن را تصور و تعقل می‌کند.